# 五脑山国家森林公园
五脑山国家森林公园是位于湖北省黄冈市麻城市的一处国家森林公园。所在区域以五脑山林场之名列为麻城市的一个类似乡级单位。行政上由五脑山国家森林公园管理处管辖。

## 行政区划
五脑山林场下辖以下地区：
虎形地村和虎形地水库村生活区。麻城市人民政府网站中，仅收录虎形地村一村。